# 中野信治
中野 信治（なかの しんじ、1971年4月1日 - ）は、日本のレーシングドライバー。大阪府高槻市出身。

## 経歴

### カート
実父の常治も家業と兼業しながらFFスーパーシビックレースや全日本F2選手権などに参戦したレーシングドライバーであり、中野は父がレースに参戦する姿を鈴鹿サーキットで見て育つ。1982年夏、11歳の中野を父がカート場に連れて行ったことがきっかけでレーシングカートを開始。それ以後は父が自身のレース活動を引退し、中野のカートチーム監督となりレースの参戦準備やマシン整備などを担当、まずは地方選手権から参戦をスタートする。なお、金石勝智や光貞秀俊は同じカート大会に参戦しており、光貞は地方選手権時代に参戦クラスも同じだったことがある。
15歳の時に無限のカート活動のワークスドライバーに選抜されたのを機に、自身の将来を真剣に考え、将来レーサーとしてプロになりF1ドライバーになると決意する。その決意は普通の物ではなく、「絶対に実現させる」と意識を高める行動と志向を自分の中に作り、15歳ながら強固な決意だったと後年に自身で述懐している。周囲が楽しそうに遊んでいる多感な10代中盤にして、将来のF1を実現させるための継続した決め事として自宅内でストイックなフィジカルトレーニングも日々実行するようになっていたが、「やったからと言って行けるとは限らないけど、自分の意識を高める方法として私生活のなかに決めごとを作った。子供ながらに色々と真剣に考えてやっていた。」という。1987年、香港で行われた国際カートGPで日本人初優勝（大会史上最年少優勝）を勝ち取った。

### 四輪デビュー/イギリス修行
1989年、戸田レーシングより全日本F3選手権にデビュー。カート出身の中野はそれまで四輪に乗った事はなかったため、初めてミッション付きに乗った四輪デビューはこのF3マシン（ラルト・RT31 / 無限・MF204）であった。コース幅が狭いため予選通過台数が少なくなる筑波大会では予選落ちを喫したが、それ以外は全て決勝レースを完走。第9戦西日本サーキットでは入賞直前の7位を記録した。
翌1990年、無限の本田博俊の勧めもあり、中嶋企画のマネージメントにより19歳で単身イギリスに渡り、野田英樹と共にロンドン郊外の中嶋悟の家に居候しながら、英語の習得を目指す武者修行に出る。レース参戦時の実務面は提携したイギリスのクリスタル・レーシングから出走し、フォーミュラ・ボクスホール・ロータス（FVL）に参戦。マシンは中嶋企画を支援するPIAAカラーとなった。シルバーストン・サーキットでヴィンセンツォ・ソスピリとルーベンス・バリチェロを破り1勝を挙げ、シーズンランキングでもソスピリ、ジル・ド・フェラン、デビッド・クルサードに続くランキング5位を獲得。なお、バリチェロのほかケルビン・バートなども同シリーズに参戦のライバルだった。
同年はヨーロッパのサーキットを数多く経験するためにフォーミュラ・オペル・ロータス・ユーロ選手権（媒体によりGMロータス・ユーロシリーズとも呼ばれる）にも参戦しダブルエントリーだった。こちらではFVLでもライバルであるソスピリ、ド・フェラン、バリチェロのほか、マルセル・アルバース、ケニー・ブラック、ペドロ・ラミー、アンドレ・リベイロ、ミハエル・クルムらと競い、腕を磨いた。同シリーズはF1のヨーロッパラウンドのサポートイベントとして同じ週末に同時開催されることも多く、F1パドックの様子を知ることもできた。
1991年はオペル・ロータス・ユーロシリーズでの2シーズン目となり、ポール・スチュワート・レーシング（PSR）から参戦し、ポールポジションとファステストラップを1度ずつ獲得した。同年のPSRはクルサードが所属してイギリスF3選手権に参戦していたため、中野は1年間クルサードと同じ部屋で生活するルームメイトでもあった。2年のイギリス生活を経て、英語力も中野の武器の一つとなった。

### F3/F3000
1992年より、中嶋企画から全日本F3と全日本F3000にダブルエントリーすることが発表された。しかし、特にF3においてはチームが採用した新車であるラルト・RT36がその前影投影面積の大きさから致命的なストレートの遅さを抱え、旧型RT35を使用の他チームよりラップタイムで1秒、直線の長い富士では2秒以上離されることが続くなど苦戦。RT36を開幕戦のみであきらめマシンをスイッチするチームが多い中、PIAAナカジマは使用を継続したため成績が出ず、第3戦富士では予選不通過に終わるなど他車のスリップストリームに入ることが出来ない致命的な直線の遅さに悩み続けた。F3000でも悪循環が続き、同年をもって中嶋企画を離れる。
1993年より、スーパーノヴァ・レーシングへ移籍。参戦カテゴリーを全日本F3のみに参戦を集中させた。チームメイトは井上隆智穂。同年は2位表彰台を3度獲得するなど安定した結果を残し、ランキング5位を獲得。1994年からスーパーノヴァが井上とヴィンセンツォ・ソスピリの2台体制で国際F3000選手権への挑戦を開始するにあたり、国内のF3はシャシーメンテナンスを担当した元F1チームメカニックの藤池省吉が監督となり「シオンフォーミュラ Ltd.」へと引き継がれ、中野は引き続き全日本F3に参戦。第2戦富士にてポール・トゥ・フィニッシュで待望のF3初勝利を挙げるなどランキング3位を獲得した。同年の夏には全日本F3での走りを有望と見なされた影山正美・高木虎之介と中野の3名に全日本F3000選手権（後にフォーミュラ・ニッポンと改称）の第7戦鈴鹿ラウンドに参戦する機会を与えられた。
1995年、1月17日に発生した阪神・淡路大震災に見舞われたこの年、大阪を拠点とする名門スピードスターレーシング (SSR)より全日本F3000に参戦することになったが、震災の影響もあり、京都を拠点とする童夢とのジョイント体制となった。しかしSSRはシーズン途中で撤退を余儀なくされ、チームは童夢の単独体制となった。童夢では監督の松本恵二の薫陶を受ける。また、童夢のスポンサーにavexがついていたことで松浦正人との交流が生まれ、以後のavexによる中野への支援の発端の年となった。1996年はフォーミュラ・ニッポン参戦と平行して、童夢のF1テストカーF105のテストドライブも行った。

### F1
1997年にプロスト・グランプリよりF1にデビューし、日本人5人目のF1レギュラードライバーとなる。成績は6位入賞2回。1998年はミナルディより参戦。1999年はジョーダンのテストドライバーを務めた（F1参戦時代は後述）。

### CART
2000年よりホンダの誘いを受けてアメリカのCARTへ転向。オーバルトラックでのテスト中にクラッシュし、脳内出血により3戦を欠場した。CARTには3シーズン参戦し、2002年には最高4位を記録したが、ホンダの撤退によりレギュラーシートを失う。2003年はIRLにスポット参戦した。

### 国内復帰
2004年はチーム国光より全日本GT選手権・GT500クラスに参戦。パートナーは加藤寛規。この年からターボ化したホンダ・NSXの供給を受け参戦したがマシン熟成が進まず、最高位は第2戦SUGOでの8位となり、シリーズ13位にとどまった。

### 世界三大レース参戦
2005年よりスポーツカーレースに参戦し、日本人として初めて世界三大レース（F1モナコGP、インディ500、ル・マン24時間レース）の全てに参戦した。2009年にはアジアン・ル・マン・シリーズで初代シリーズチャンピオンを獲得。2017年にはスーパー耐久にシリーズ参戦するなど、40歳を超えても現役活動を続けている。2006年の取材では「パリダカにも出たら？という誘いが来たことがあるんです。40歳を越えたら参戦してみたいなと。それが実現したら世界4大イベントになりますね（笑）」とコメントしたことがある。

### 現在
レーシングドライバー以外にも活躍の場を広げており、2009年6月には中日本自動車短期大学の客員教授に就任。その他、環境保護やチャリティー活動に積極的に取り組んでいる。
2016年よりDAZNのF1生配信の日本語での解説をつとめている。
2019年から鈴鹿サーキットレーシングスクールの四輪部門(SRS-Formula・SRS-Kart)のVice Principal(副校長)を務める（Principal(校長)は佐藤琢磨）。また、無限のスーパーGTとスーパーフォーミュラのチーム監督にも就任。その後、2020年限りで無限の監督を退任した。

## F1時代

### 1997年
中野は1996年秋の日本GP直後に鈴鹿でのリジェのテストに参加し、セッティングや英語力の試験を受けた結果、チェーザレ・フィオリオ監督に認められて1997年のドライバー契約を結んだ。特に英語での意思疎通に関しては難なくクリアし、「19歳で渡英した経験があったおかげだけど、それが7年以上たってから役に立ったということです。15歳から真剣に考えて続けてきたことすべては未来に繋がっていたなと思えた。」と当時の心境を語っている。中野はカート時代より無限の支援を受けており、リジェは無限ホンダエンジンを搭載するチームだった。日本人ドライバーとしては中嶋悟（ロータス・ホンダ）に次ぐ良い条件でのF1デビューになると思われた。
しかし、1997年シーズン開幕前にチームが売却されF1チャンピオンのフランス人ドライバー、アラン・プロスト率いる「プロスト・グランプリ」へと体制が大きく変更された。加えて、1998年からプジョーエンジンを搭載することが決まったため、中野の立場は微妙なものになった。
チームのリソースはエースドライバーのオリビエ・パニスに集中され、中野はテストドライブの機会やセッティングの権限を与えられなかった。チームミーティングはフランス語で行われ、パニスは「シンジにも彼が走りやすい環境を作ってやってほしい」と同情したほどだった。負傷欠場したパニスの代役として出場したヤルノ・トゥルーリの活躍の陰にも隠れてしまったが、後半戦はテストも行えるようになり、ハンガリーGPではフェラーリのエディ・アーバインとの激しいバトルを制して6位入賞した（他にカナダGPでも6位）。なお中野はプロストチームでの待遇について、「たしかにアラン・プロストが来て僕はかなりやりづらくなった。リジェのままだったら違っていたと思う。プロストはドライバーの成長を待つタイプの人ではなく、待てない人。だから最初から速かったトゥルーリを当然乗せたがる訳です。F1のチームオーナーとしては正しいんだと思う。人を育てるとか作っていくという部分ではどうかなと思うけど…。結局は彼（プロスト）が望んでるような走りを、僕が出来なかったからなんですよ。人種差別とかの問題では全くないんです。僕がプロストでのトゥルーリのように、来て1戦目からトップ争いなんかしてたら違ったでしょうねそれは。僕がシューマッハのような天才だったらよかったんでしょうけど、そうじゃなかった。」と2000年の取材で述べている。また、プロストでのこの経験を経て「日本のレース界ってすごく時間があるんですよ。ある程度誰でも順応できる環境になっていて、それはそれで素晴らしい事なんだけど、最終的には誰でもある程度速く走れるようになる。日本で上手になるって言うのは練習とか経験に裏打ちされて出来た上手さであって、本当の意味での天性の速さっていうのは、短い時間の限られた中でもすぐ速さを見せるって言うのは別ものです。僕はイギリスから戻ったあと、長く日本のレースの中にいて日本の癖がついてしまった。それは（最初から結果を要求される）F1ではマイナスになったなと思った。」と述べている。

### 1998年

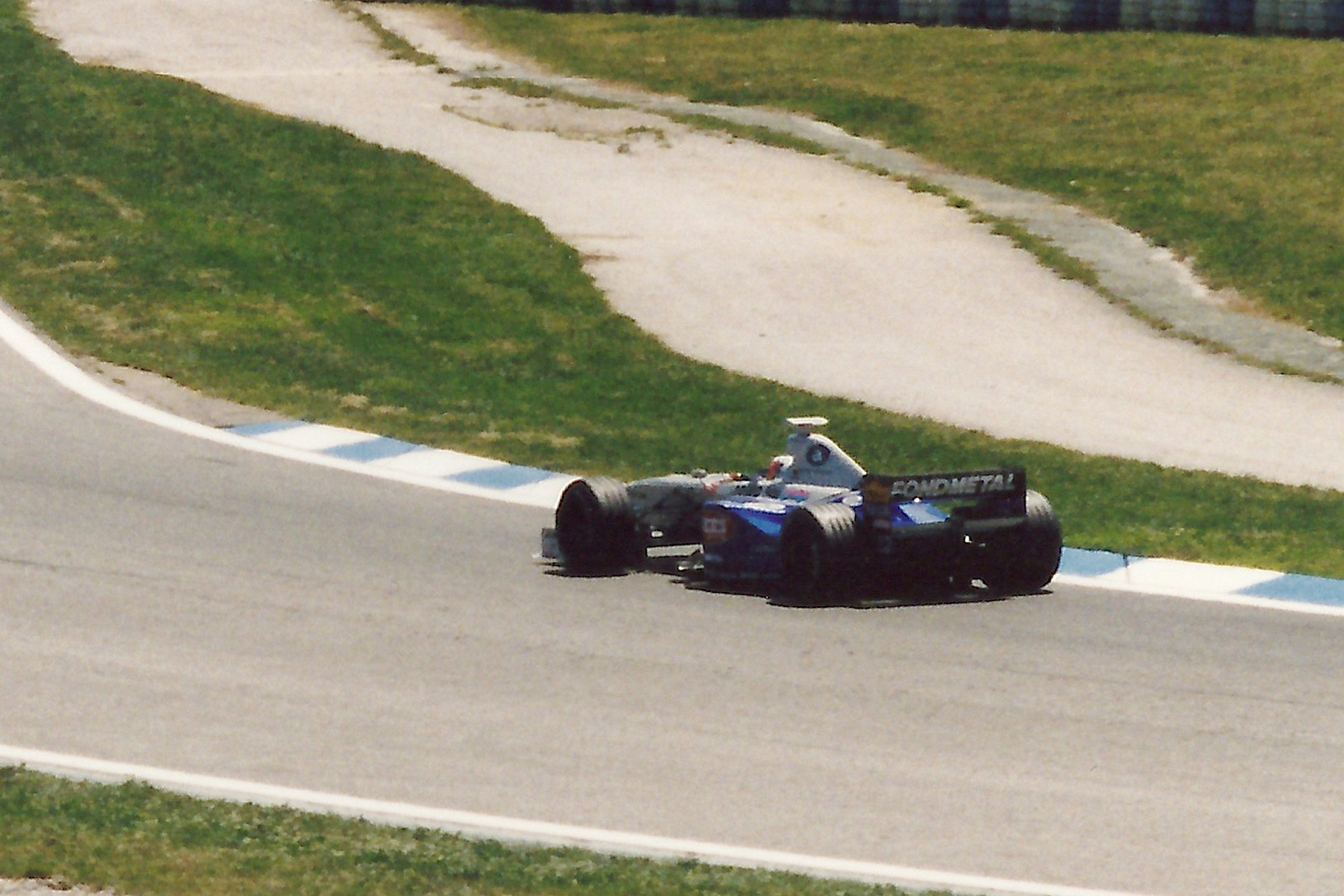
スペインGP

翌1998年はプロストから離脱し、開幕前まで所属チームが決まらなかったが、引退した片山右京の後任としてミナルディへ加入した。この時はイタリアでの契約交渉が不調に終わり、帰国前日にミラノでショッピングをしていたところ、当時ミナルディのオーナーだったガブリエーレ・ルミとモンテナポレオーネ通りで偶然対面し契約に至らなかった理由を尋ねた所、中野の代理人が提示した条件が事実と異なっていた事が判った。そこで改めてその場で話し合いを持ち契約にこぎつけたというエピソードがある。
チームの財政難と競争力の低いマシンの為に苦しいシーズンとなったが、シングルフィニッシュ4回 と見せ場を作った。また、日本人初の6戦連続完走を果たしている。チームオーナーからも高評価を受けたが、チームには残れずF1シートを失った。

### 1999年
1999年にはジョーダン・無限ホンダのテストドライバーに就任。デイモン・ヒルがシーズン途中に引退を示唆した際にはレギュラー昇格の可能性があったが、結局ヒルが最終戦まで現役続行したため中野にチャンスは巡ってこなかった。

## 年表
- 1982年～1987年 カートレーシング参戦
- 1989年 全日本F3選手権参戦 最高位7位
- 1990年 イギリス・フォーミュラ・ボクスホール、ヨーロッパ・フォーミュラ・オペル参戦　優勝1回　フォーミュラ・オペル・ロータス ヨーロッパ選手権シリーズ16位
- 1991年 フォーミュラ・オペル・ロータス ヨーロッパ選手権シリーズ10位
- 1992年 全日本F3選手権参戦　最高位8位 全日本F3000選手権参戦（NAKAJIMA PLANNING） 最高位9位
- 1993年 全日本F3選手権参戦（スーパーノヴァ・レーシング） 最高位2位
- 1994年 全日本F3選手権参戦　優勝1回　全日本F3000選手権スポット参戦（acom RACING TEAM NOVA、NAKAJIMA PLANNING）
- 1995年 全日本F3000選手権参戦（スピードスターホイール、avex 童夢 with 無限）　最高位3位
- 1996年 フォーミュラ・ニッポン参戦（avex 童夢 with 無限）　最高位2位 シリーズ6位
- 1997年 F1参戦（プロスト） 最高位6位　シリーズ18位
- 1998年 F1参戦（ミナルディ） 最高位7位
- 1999年 F1ジョーダンテスト・ドライバー
- 2000年 CART参戦（ウォーカー・レーシング） 最高位8位　シリーズ24位
- 2001年 CART参戦（フェルナンデス・レーシング） 最高位8位　シリーズ26位
- 2002年 CART参戦（フェルナンデス・レーシング） 最高位4位　シリーズ17位
- 2003年 IRLにインディジャパン300及びインディ500でスポット参戦（ベック・モータースポーツ）
- 2004年
  - 全日本GT選手権参戦（チーム国光 #100 ホンダ・NSX） 最高位8位　シリーズ13位
  - インターナショナルポッカ1000kmレース参戦（チーム国光 #100 ホンダ・NSX） 2位
- 2005年 ル・マン24時間レース参戦（クラージュ・コンペティション #13 クラージュ・C60-H） リタイア
- 2006年
  - ルマン・シリーズ参戦（クラージュ・コンペティション #13 クラージュ・C70） 最高位12位
  - ル・マン24時間レース参戦（クラージュ・コンペティション #13 クラージュ・C70） リタイア
- 2007年
  - 全日本スポーツカー耐久選手権参戦（M-TEC #16 クラージュ・C70） 最高位2位　シリーズ2位
  - ルマン・シリーズ参戦（クリエーション・オートスポーツ #9 クリエーション・CA07） 最高位5位
  - ル・マン24時間レース参戦（クリエーション・オートスポーツ #9 クリエーション・CA07） リタイア
- 2008年
  - ルマン・シリーズ参戦（エプシロン・ユースカディ #21 エプシロン・ユースカディ・ジャッド）
  - ル・マン24時間レース参戦（エプシロン・ユースカディ #21 エプシロン・ユースカディ・ジャッド） リタイア

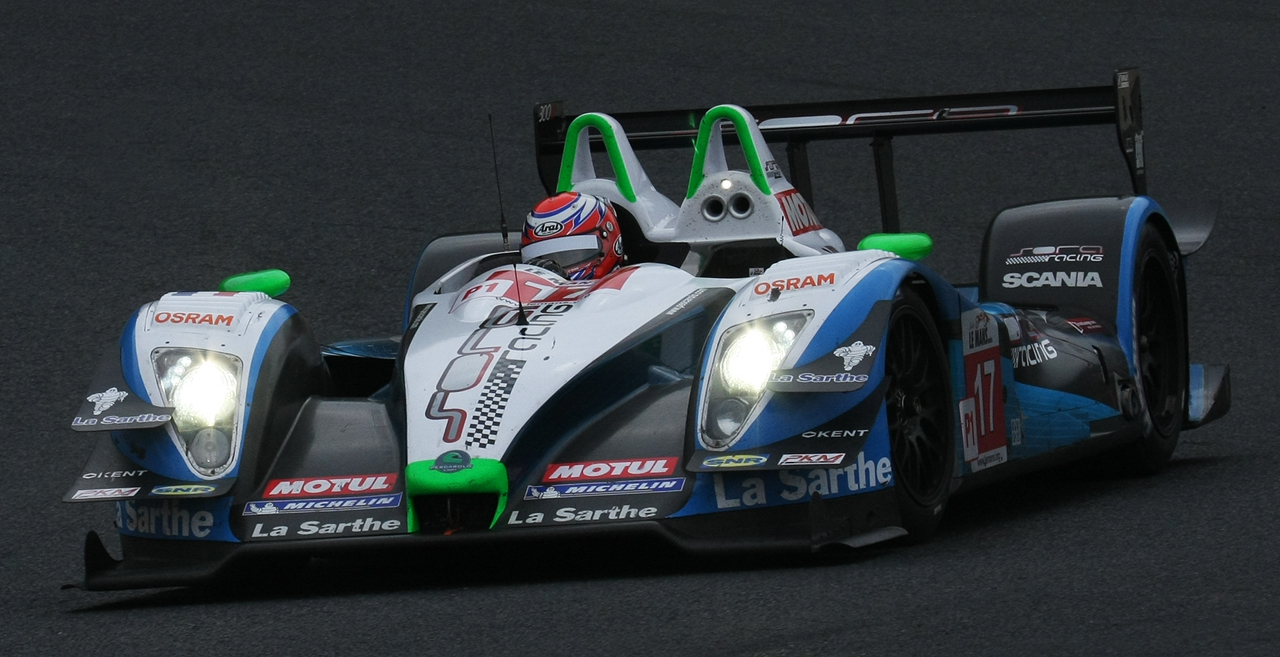
アジアン・ル・マン・シリーズに参戦する中野（2009年）

- 2009年 アジアンルマンシリーズ参戦（ソラ・レーシング） 岡山国際サーキット　総合優勝
- 2011年 ル・マン24時間レース参戦（OAK ペスカロロ #49 BMW） 総合14位
- 2012年
  - ル・マン24時間レース参戦（Boutsen Ginion Racing #45 オレカ・03ニッサン） 総合24位
  - FIA 世界耐久選手権 第7戦富士スポット参戦 （ADRデルタ #25 オレカ03・ニッサン） LMP2クラス優勝・総合8位
- 2013年
  - ル・マン24時間レース参戦（デルタ-ADR #25 オレカ・03ニッサン） リタイア
  - FIA 世界耐久選手権 第6戦富士スポット参戦 （ADRデルタ #25 オレカ03・ニッサン） LMP2クラス5位・総合8位
- 2014年 ル・マン24時間レース参戦（Team Taisan #70 Ferrari・458）LM GTE AMクラス8位・総合28位
- 2015年 
  - アジアンルマンシリーズ 第1～2戦スポット参戦 （レース・パフォーマンス #8 オレカ・03R）LMP2クラス優勝・総合優勝
  - マセラティ トロフェオグランツーリスモMCワールドシリーズ 第5戦鈴鹿スポット参戦　レース1・3位入賞
- 2016年 
  - ル・マン24時間レース参戦（レース・パフォーマンス #34 オレカ・03R）LMP2クラス18位・総合44位
  - ヨーロピアンルマンシリーズ 第2戦スポット参戦 （レース・パフォーマンス #34 オレカ・03R）総合9位
  - FIA 世界耐久選手権 第7戦富士スポット参戦 （マノー #45 オレカ・05）LMP2クラス11位・総合29位
  - SUPER GT 第6戦鈴鹿1000kmスポット参戦 （Team TAISAN SARD #26 Audi R8 LMS）GT300クラス20位
- 2017年 スーパー耐久参戦（Modulo Racing Project #97 ホンダ・シビックタイプR）ST-TCRクラス シリーズ2位・2勝

## レース戦績

### 全日本F3選手権
| 年     | エントラント      | シャシー                  | エンジン    | 1      | 2      | 3       | 4      | 5       | 6      | 7      | 8       | 9      | 10     | DC  | ポイント |
| ------ | ----------------- | ------------------------- | ----------- | ------ | ------ | ------- | ------ | ------- | ------ | ------ | ------- | ------ | ------ | --- | -------- |
| 1989年 | TODA RACING       | ラルト・RT31              | 無限・MF204 | SUZ 17 | FSW    | SUZ     | SEN C  | TSU DNQ | SUG 13 | TSU 17 | SUZ 16  | NIS 7  | SUZ 11 | NC  | 0        |
| 1992年 | NAKAJIMA PLANNING | ラルト・RT36 ラルト・RT35 | 無限・MF204 | SUZ 18 | TSU 11 | FSW DNQ | SUZ 11 | SEN 13  | AID 9  | MIN 10 | SUG Ret | SUZ 21 |        | NC  | 0        |
| 1993年 | SUPER NOVA        | ダラーラ・F393            | 無限・MF204 | SUZ 8  | TSU 4  | FSW 2   | SUZ 12 | SEN 9   | AID 5  | MIN 2  | SUG Ret | SUZ 4  |        | 5位 | 20       |
| 1994年 | SHION FORMULA     | ダラーラ・F393            | 無限・MF204 | SUZ 3  | FSW 1  | TSU 7   | SUZ 2  | SEN 4   | TOK 3  | MIN 6  | AID Ret | SUG 2  | SUZ 8  | 3位 | 33       |

- 太字はポールポジション、斜字はファステストラップ。(key)

### 全日本F3000／フォーミュラ・ニッポン
| 年     | エントラント                                | 1       | 2      | 3       | 4       | 5       | 6       | 7       | 8      | 9      | 10      | 11    | 順位 | ポイント |
| ------ | ------------------------------------------- | ------- | ------ | ------- | ------- | ------- | ------- | ------- | ------ | ------ | ------- | ----- | ---- | -------- |
| 1992年 | NAKAJIMA PLANNING                           | SUZ DNQ | FSW 12 | MIN Ret | SUZ DNQ | AUT Ret | SUG Ret | FSW 12  | FSW 13 | SUZ 14 | FSW 16  | SUZ 9 | NC   | 0        |
| 1994年 | acom RACING TEAM NOVA                       | SUZ     | FSW    | MIN     | SUZ     | SUG     | FSW     | SUZ Ret | FSW    | FSW    |         |       | NC   | 0        |
| 1994年 | NAKAJIMA PLANNING                           |         |        |         |         |         |         |         |        |        | SUZ Ret |       | NC   | 0        |
| 1995年 | スピードスターホイールレーシングチーム      | SUZ Ret | FSW C  | MIN 7   | SUZ Ret | SUG 3   | FSW Ret |         |        |        |         |       | 11位 | 6        |
| 1995年 | エイベックス 童夢 with 無限レーシングチーム |         |        |         |         |         |         | TOK 5   | FSW 9  | SUZ 8  |         |       | 11位 | 6        |
| 1996年 | TEAM avex 童夢 with 無限                    | SUZ 2   | MIN 13 | FSW Ret | TOK 9   | SUZ 6   | SUG 7   | FSW 3   | MIN 2  | SUZ 9  | FSW 4   |       | 6位  | 20       |

- 太字はポールポジション、斜字はファステストラップ。(key)

### フォーミュラ1
| 年     | チーム     | シャシー | エンジン                    | 1       | 2       | 3       | 4       | 5       | 6       | 7     | 8       | 9       | 10     | 11      | 12      | 13     | 14      | 15      | 16      | 17     | WDC  | ポイント |
| ------ | ---------- | -------- | --------------------------- | ------- | ------- | ------- | ------- | ------- | ------- | ----- | ------- | ------- | ------ | ------- | ------- | ------ | ------- | ------- | ------- | ------ | ---- | -------- |
| 1997年 | プロスト   | JS45     | 無限ホンダ MF-301HB 3.0 V10 | AUS 7   | BRA 14  | ARG Ret | SMR Ret | MON Ret | ESP Ret | CAN 6 | FRA Ret | GBR 11† | GER 7  | HUN 6   | BEL Ret | ITA 11 | AUT Ret | LUX Ret | JPN Ret | EUR 10 | 18位 | 2        |
| 1998年 | ミナルディ | M198     | フォード JD Zetec-R 3.0 V10 | AUS Ret | BRA Ret | ARG 13  | SMR Ret | ESP 14  | MON 9   | CAN 7 | FRA 17† | GBR 8   | AUT 11 | GER Ret | HUN 15  | BEL 8  | ITA Ret | LUX 15  | JPN Ret |        | NC   | 0        |

- 太字はポールポジション、斜字はファステストラップ。(key)
- † : リタイアだが、90%以上の距離を走行したため規定により完走扱い。

### アメリカン・オープン＝ホイール・レーシング

#### CART
| 年     | チーム                     | シャシー       | エンジン        | 1      | 2      | 3      | 4      | 5       | 6      | 7      | 8      | 9      | 10     | 11     | 12     | 13     | 14     | 15     | 16     | 17     | 18     | 19     | 20     | 21     | ランク | ポイント |
| ------ | -------------------------- | -------------- | --------------- | ------ | ------ | ------ | ------ | ------- | ------ | ------ | ------ | ------ | ------ | ------ | ------ | ------ | ------ | ------ | ------ | ------ | ------ | ------ | ------ | ------ | ------ | -------- |
| 2000年 | ウォーカー・レーシング     | レイナード 2Ki | ホンダ HR-0 V8t | MIA 8  | LBH    | RIO    | MOT 14 | NZR Wth | MIL 23 | DET 15 | POR 11 | CLE 15 | TOR 14 | MIS 20 | CHI 13 | MDO 19 | ROA 22 | VAN 19 | LS 26  | STL 21 | HOU 8  | SRF 21 | FON 16 |        | 24位   | 12       |
| 2001年 | フェルナンデス・レーシング | レイナード 01i | ホンダ HR-1 V8t | MTY 18 | LBH 12 | TXS NH | NZR 15 | MOT 8   | MIL 16 | DET 13 | POR 22 | CLE 22 | TOR 9  | MIS 22 | CHI 16 | MDO 18 | ROA 15 | VAN 14 | LAU 22 | ROC 17 | HOU 15 | LS 21  | SRF 12 | FON 21 | 26位   | 11       |
| 2002年 | フェルナンデス・レーシング | ローラ B02/00  | ホンダ HR-2 V8t | MTY 15 | LBH 12 | MOT 10 | MIL 18 | LS 14   | POR 11 | CHI 5  | TOR 4  | CLE 10 | VAN 11 | MDO 9  | ROA 11 | MTL 9  | DEN 16 | ROC 16 | MIA 14 | SRF 13 | FON 15 | MXC 14 |        |        | 17位   | 43       |

- 太字はポールポジション、斜字はファステストラップ。(key)

#### IRL・インディカー・シリーズ
| 年     | チーム                   | シャシー        | エンジン | 1   | 2   | 3      | 4       | 5   | 6    | 7   | 8   | 9   | 10  | 11  | 12  | 13  | 14  | 15  | 16  | ランク | ポイント |
| ------ | ------------------------ | --------------- | -------- | --- | --- | ------ | ------- | --- | ---- | --- | --- | --- | --- | --- | --- | --- | --- | --- | --- | ------ | -------- |
| 2003年 | ベック・モータースポーツ | ダラーラ・IR-03 | ホンダ   | HMS | PHX | MOT 11 | INDY 14 | TXS | PPIR | RIR | KAN | NSH | MIS | STL | KTY | NZR | CHI | FON | TX2 | 29位   | 35       |

- 太字はポールポジション、斜字はファステストラップ。(key)

### 全日本GT選手権/SUPER GT
| 年     | チーム                     | 使用車両                  | クラス | 1       | 2       | 3      | 4      | 5       | 6      | 7     | 8   | 順位 | ポイント |
| ------ | -------------------------- | ------------------------- | ------ | ------- | ------- | ------ | ------ | ------- | ------ | ----- | --- | ---- | -------- |
| 2004年 | チーム国光 with MOON CRAFT | ホンダ・NSX               | GT500  | TAI Ret | SUG 8   | SEP 15 | TOK 10 | TRM 9   | AUT 10 | SUZ 9 |     | 13位 | 9        |
| 2016年 | Team TAISAN SARD           | アウディ・R8 LMS ウルトラ | GT300  | OKA     | FSW     | SUG    | FSW    | SUZ 20  | CHA    | TRM   | TRM | NC   | 0        |
| 2018年 | Team TAISAN                | アウディ・R8 LMS ウルトラ | GT300  | OKA     | FSW DNR | SUZ    | CHA    | FSW Ret | SUG    | AUT   | TRM | NC   | 0        |

- 太字はポールポジション、斜字はファステストラップ。(key)

### 全日本スポーツカー耐久選手権
| 年     | チーム     | 使用車両         | クラス | 1     | 2   | 3      | 4     | 順位 | ポイント |
| ------ | ---------- | ---------------- | ------ | ----- | --- | ------ | ----- | ---- | -------- |
| 2007年 | TEAM MUGEN | クラージュ・LC70 | LMP1   | SUG 2 | FSW | TRM NC | OKA 1 | 2位  | 9        |

- 太字はポールポジション、斜字はファステストラップ。(key)

### ル・マン24時間レース
| 年     | チーム                                  | コ・ドライバー                                          | 車両                                   | クラス | 周回数 | 総合 順位 | クラス 順位 |
| ------ | --------------------------------------- | ------------------------------------------------------- | -------------------------------------- | ------ | ------ | --------- | ----------- |
| 2005年 | クラージュ・コンペティション            | ジョナサン・コシェ ブルース・ジュアニー                 | クラージュ・C60H-ジャッド              | LMP1   | 52     | DNF       | DNF         |
| 2006年 | クラージュ・コンペティション            | ジャン＝マルク・グーノン 黒澤治樹                       | クラージュ・LC70-無限                  | LMP1   | 35     | DNF       | DNF         |
| 2007年 | クリエイション・オートスポルティフ Ltd. | ジェイミー・キャンベル＝ウォルター フェリペ・オルティス | クリエイション・CA07-ジャッド          | LMP1   | 55     | DNF       | DNF         |
| 2008年 | エプシロン・ユースカディ                | ステファン・ヨハンソン ジャン＝マルク・グーノン         | エプシロン・ユースカディ・EE1-ジャッド | LMP1   | 158    | DNF       | DNF         |
| 2011年 | オーク・レーシング                      | ニコラ・ド・クラム ヤン・チャロウズ                     | オーク・ペスカロロ・01 Evo-ジャッド    | LMP2   | 313    | 14位      | 5位         |
| 2012年 | ブーツェン・ジニオン・レーシング        | バスチャン・ブリエール イェンス・ピーターセン           | オレカ・03-日産                        | LMP2   | 325    | 24位      | 10位        |
| 2013年 | デルタ-ADR                              | トア・グレイヴス アーチー・ハミルトン                   | オレカ・03-日産                        | LMP2   | 101    | DNF       | DNF         |
| 2014年 | チーム・タイサン                        | マーティン・リッチ ピエール・エーレット                 | フェラーリ・458 Italia GT2             | GTE Am | 327    | 28位      | 8位         |
| 2016年 | レース・パフォーマンス                  | ニコラス・ロイトヴィラー ジェームズ・ウィンスロー       | オレカ・03R-ジャッド                   | LMP2   | 289    | 44位      | 17位        |

### FIA 世界耐久選手権
| 年     | エントラント | クラス | 車両       | エンジン             | 1   | 2   | 3       | 4   | 5   | 6     | 7      | 8   | 9   | ランク | ポイント |
| ------ | ------------ | ------ | ---------- | -------------------- | --- | --- | ------- | --- | --- | ----- | ------ | --- | --- | ------ | -------- |
| 2012年 | ADR-デルタ   | LMP2   | オレカ・03 | 日産 VK45DE 4.5 L V8 | SEB | SPA | LMS     | SIL | SÃO | BHR   | FUJ 8  | SHA |     | 41位   | 4        |
| 2013年 | デルタ-ADR   | LMP2   | オレカ・03 | 日産 VK45DE 4.5 L V8 | SIL | SPA | LMS Ret | SÃO | COA | FUJ 4 | SHA    | BHR |     | 26位   | 6        |
| 2016年 | マノー       | LMP2   | オレカ・05 | 日産 VK45DE 4.5 L V8 | SIL | SPA | LMS     | NÜR | MEX | COA   | FUJ 11 | SHA | BHR | 32位   | 0.5      |

- 太字はポールポジション、斜字はファステストラップ。(key)

## 出演

### ネット配信
- WEDNESDAY F1 TIME（DAZN、2021年3月 - ）- 解説